# Plush
Plush è una canzone degli Stone Temple Pilots, facente parte dell'album d'esordio Core. Fu composta dal cantante Scott Weiland, dal batterista Eric Kretz e dal bassista Robert DeLeo. La canzone compare nel videogame Grand Theft Auto: San Andreas.
La canzone, fu il secondo singolo estratto dall'album di debutto Core, divenendo immediatamente un successo, che garantì alla band, la vittoria del Grammy Award per la categoria Best Hard Rock Performance nel 1994.
Weiland e il chitarrista Dean DeLeo performarono una versione acustica della canzone allo show di MTV Headbangers Ball. La canzone era disponibile solo sulla versione importata dall'Inghilterra del singolo Creep, ma successivamente fu aggiunta sul greatest hits della band Thank You.

## Composizione e ispirazione
La struttura musicale della canzone deriva dall'amore di DeLeo per la musica ragtime e le liriche si basarono su un articolo letto da Scott Weiland, riguardante una donna trovata morta nell'area fuori della città di Seattle. Il cantante ha dichiarato che la canzone è una metafora per una relazione fallita.

## Video musicale
Il video, che è stato anche premiato, realizzato da Josh Taft nel 1993, andò in rotazione su MTV. Combina una interpretazione visiva del testo della canzone con Scott Weiland, con i capelli colorati di rosso, e la band che performano la canzone su un palco colorato. Vi sono due versioni del video, con poche ma sostanziali modifiche. Ad esempio, nella versione contenuta nel DVD bonus del greatest hits Thank You, la scena finale del video riprende una donna che guarda il suo corpo intero in uno specchi allontanarsi. In un'altra versione guarda la sua faccia in uno specchio, con dell'acqua (forse pioggia) riflessa in quell'immagine.

## Tracce
1. Plush (Edit) – 4:19
2. Sin – 6:05
3. Sex Type Thing (Swing Type Version) – 4:20
4. Sex Type Thing (Live on the Word) – 3:32

## Formazione
- Scott Weiland – voce
- Dean DeLeo – chitarra
- Robert DeLeo – basso
- Eric Kretz – batteria

## Classifiche
| Classifica (1993)             | Posizione massima |
| ----------------------------- | ----------------- |
| Australia                     | 47                |
| Belgio (Fiandre)              | 37                |
| Canada                        | 21                |
| Irlanda                       | 16                |
| Nuova Zelanda                 | 23                |
| Paesi Bassi                   | 15                |
| Regno Unito                   | 23                |
| Stati Uniti (alternative)     | 9                 |
| Stati Uniti (mainstream rock) | 1                 |
| Svezia                        | 18                |